# Baseball az 1996. évi nyári olimpiai játékokon
Az 1996. évi nyári olimpiai játékokon a baseballtornát július 20. és augusztus 2. között rendezték meg. A tornán 8 nemzet csapata vett részt.

## Éremtáblázat
(A rendező ország csapata eltérő háttérszínnel, az egyes számoszlopok legmagasabb értéke, vagy értékei vastagítással kiemelve.)
| Az 1996. évi nyári olimpiai játékok éremtáblázata baseballban | Az 1996. évi nyári olimpiai játékok éremtáblázata baseballban | Az 1996. évi nyári olimpiai játékok éremtáblázata baseballban | Az 1996. évi nyári olimpiai játékok éremtáblázata baseballban | Az 1996. évi nyári olimpiai játékok éremtáblázata baseballban | Olimpia  |
| ------------------------------------------------------------- | ------------------------------------------------------------- | ------------------------------------------------------------- | ------------------------------------------------------------- | ------------------------------------------------------------- | -------- |
|                                                               | Ország                                                        | Arany                                                         | Ezüst                                                         | Bronz                                                         | Összesen |
| 1.                                                            | Kuba (CUB)                                                    | 1                                                             | 0                                                             | 0                                                             | 1        |
|                                                               |                                                               |                                                               |                                                               |                                                               |          |
| 2.                                                            | Japán (JPN)                                                   | 0                                                             | 1                                                             | 0                                                             | 1        |
|                                                               |                                                               |                                                               |                                                               |                                                               |          |
| 3.                                                            | Egyesült Államok (USA)                                        | 0                                                             | 0                                                             | 1                                                             | 1        |
|                                                               |                                                               |                                                               |                                                               |                                                               |          |
| Összesen                                                      | Összesen                                                      | 1                                                             | 1                                                             | 1                                                             | 3        |

## Érmesek
| Az 1996. évi nyári olimpiai játékok érmesei baseballban | Az 1996. évi nyári olimpiai játékok érmesei baseballban | Az 1996. évi nyári olimpiai játékok érmesei baseballban | Az 1996. évi nyári olimpiai játékok érmesei baseballban |
| --- | --- | --- | ------------------------------------------------------- |
| Arany | Ezüst | Bronz |                                                         |
| Kuba (CUB) | Japán (JPN) | Egyesült Államok (USA) |                                                         |
| Alberto Hernández Antonio Pacheco Antonio Scull Eduardo Paret Eliecer Montes Jorge Fumero José Antonio Estrada José Contreras Juan Manrique Juan Padilla Lázaro Vargas Luis Ulacia Miguel Caldés Omar Ajete Omar Linares Omar Luis Orestes Kindelán Osmani Romero Pedro Luis Lazo Rey Isaac | Fukudome Kószuke Nodzsima Maszahiro Macunaka Nobuhiko Imaoka Makoto Kuvamoto Takao Igucsi Tadahito Szaigó Jaszujuki Ókubo Hideaki Nakamura Daisin Miszava Kóicsi Morinaka Maszao Kimura Dzsútaró Kavamura Takeo Óno Hitosi Mori Maszahiko Szugiura Maszanori Kuroszu Takasi Takabajasi Takajuki Szató Tomoaki Tani Jositomo | Chad Allen Kris Benson Robert Allen Dickey Troy Glaus Chad Green Seth Greisinger Kip Harkriden Andrew Jay Hinch Jacque Jones Billy Koch Mark Kotsay Mall LeCroy Travis Lee Braden Looper Brian Lloyd Warren Morris Augie Ojeda Jim Parque Jeff Weaver Jason Williams |                                                         |

## Lebonyolítás
A 8 résztvevő egy csoportban szerepelt, a csoport végeredményét körmérkőzések döntötték el. Az első négy helyezett jutott tovább az elődöntőbe, ahol az első és a negyedik helyezett, valamint a második és a harmadik helyezett játszott egymással. A két győztes játszotta a döntőt, a vesztesek a bronzéremért mérkőzhettek.

## Csoportkör
| Színmagyarázat                                             |
| ---------------------------------------------------------- |
| A csoportkör első négy helyezettje bejutott az elődöntőbe. |
| A csoportkör utolsó négy helyezettje kiesett.              |

| Csapat           | M | Gy | V | P+ | P– | Pk  |
| ---------------- | - | -- | - | -- | -- | --- |
| Kuba             | 7 | 7  | 0 | 97 | 49 | +48 |
| Egyesült Államok | 7 | 6  | 1 | 81 | 27 | +54 |
| Japán            | 7 | 4  | 3 | 69 | 45 | +24 |
| Nicaragua        | 7 | 4  | 3 | 44 | 30 | +14 |
| Hollandia        | 7 | 2  | 5 | 32 | 76 | –44 |
| Olaszország      | 7 | 2  | 5 | 33 | 71 | –38 |
| Ausztrália       | 7 | 2  | 5 | 47 | 86 | –39 |
| Dél-Korea        | 7 | 1  | 6 | 40 | 59 | –19 |

| 1996. július 20. |  | Egyesült Államok | 4–1 | Nicaragua |  |  |
| 1996. július 20. |  |                  |     |           |  |  |

| 1996. július 20. |  | Kuba | 19–8 | Ausztrália |  |  |
| 1996. július 20. |  |      |      |            |  |  |

| 1996. július 20. |  | Japán | 12–2 | Hollandia |  |  |
| 1996. július 20. |  |       |      |           |  |  |

| 1996. július 21. |  | Dél-Korea | 1–2 | Olaszország |  |  |
| 1996. július 21. |  |           |     |             |  |  |

| 1996. július 21. |  | Japán | 7–8 | Kuba |  |  |
| 1996. július 21. |  |       |     |      |  |  |

| 1996. július 22. |  | Hollandia | 16–6 | Ausztrália |  |  |
| 1996. július 22. |  |           |      |            |  |  |

| 1996. július 22. |  | Olaszország | 2–7 | Nicaragua |  |  |
| 1996. július 22. |  |             |     |           |  |  |

| 1996. július 22. |  | Dél-Korea | 2–7 | Egyesült Államok |  |  |
| 1996. július 22. |  |           |     |                  |  |  |

| 1996. július 23. |  | Hollandia | 2–18 | Kuba |  |  |
| 1996. július 23. |  |           |      |      |  |  |

| 1996. július 23. |  | Nicaragua | 8–3 | Dél-Korea |  |  |
| 1996. július 23. |  |           |     |           |  |  |

| 1996. július 23. |  | Ausztrália | 9–6 | Japán |  |  |
| 1996. július 23. |  |            |     |       |  |  |

| 1996. július 24. |  | Egyesült Államok | 15–3 | Olaszország |  |  |
| 1996. július 24. |  |                  |      |             |  |  |

| 1996. július 24. |  | Kuba | 14–11 | Dél-Korea |  |  |
| 1996. július 24. |  |      |       |           |  |  |

| 1996. július 25. |  | Nicaragua | 5–0 | Hollandia |  |  |
| 1996. július 25. |  |           |     |           |  |  |

| 1996. július 25. |  | Olaszország | 12–8 | Ausztrália |  |  |
| 1996. július 25. |  |             |      |            |  |  |

| 1996. július 25. |  | Egyesült Államok | 15–5 | Japán |  |  |
| 1996. július 25. |  |                  |      |       |  |  |

| 1996. július 27. |  | Japán | 13–6 | Nicaragua |  |  |
| 1996. július 27. |  |       |      |           |  |  |

| 1996. július 27. |  | Olaszország | 6–20 | Kuba |  |  |
| 1996. július 27. |  |             |      |      |  |  |

| 1996. július 27. |  | Ausztrália | 5–15 | Egyesült Államok |  |  |
| 1996. július 27. |  |            |      |                  |  |  |

| 1996. július 28. |  | Hollandia | 3–11 | Dél-Korea |  |  |
| 1996. július 28. |  |           |      |           |  |  |

| 1996. július 28. |  | Kuba | 10–8 | Egyesült Államok |  |  |
| 1996. július 28. |  |      |      |                  |  |  |

| 1996. július 28. |  | Ausztrália | 0–10 | Nicaragua |  |  |
| 1996. július 28. |  |            |      |           |  |  |

| 1996. július 29. |  | Hollandia | 8–7 | Olaszország |  |  |
| 1996. július 29. |  |           |     |             |  |  |

| 1996. július 29. |  | Dél-Korea | 4–14 | Japán |  |  |
| 1996. július 29. |  |           |      |       |  |  |

| 1996. július 29. |  | Nicaragua | 7–8 | Kuba |  |  |
| 1996. július 29. |  |           |     |      |  |  |

| 1996. július 30. |  | Egyesült Államok | 17–1 | Hollandia |  |  |
| 1996. július 30. |  |                  |      |           |  |  |

| 1996. július 30. |  | Olaszország | 1–12 | Japán |  |  |
| 1996. július 30. |  |             |      |       |  |  |

| 1996. július 30. |  | Ausztrália | 11–8 | Dél-Korea |  |  |
| 1996. július 30. |  |            |      |           |  |  |

## Rájátszás
|  |                  |                  |           |               |    |       |       |       |
|  | Elődöntők        | Elődöntők        | Elődöntők |               |    | Döntő | Döntő | Döntő |
|  | Elődöntők        | Elődöntők        | Elődöntők |               |    | Döntő | Döntő | Döntő |
|  | augusztus 1.     |                  |           |               |    |       |       |       |
|  |                  |                  |           |               |    |       |       |       |
|  | 4                | Nicaragua        | 1         |               |    |       |       |       |
|  | 4                | Nicaragua        | 1         | augusztus 2.  |    |       |       |       |
|  | 1                | Kuba             | 8         |               |    |       |       |       |
|  | 1                | Kuba             | 8         |               |    | Japán | Japán | 9     |
|  | augusztus 1.     |                  |           |               |    | Japán | Japán | 9     |
|  |                  |                  | Kuba      | Kuba          | 13 |       |       |       |
|  | 3                | Japán            | Kuba      | Kuba          | 13 | 11    |       |       |
|  | 3                | Japán            |           |               |    |       |       |       |
|  | 2                | Egyesült Államok | 2         |               |    |       |       |       |
|  | 2                | Egyesült Államok | 2         | Bronzmérkőzés |    |       |       |       |
|  |                  |                  |           |               |    |       |       |       |
|  | augusztus 2.     |                  |           |               |    |       |       |       |
|  |                  |                  |           |               |    |       |       |       |
|  | Egyesült Államok | Egyesült Államok | 10        |               |    |       |       |       |
|  | Egyesült Államok | Egyesült Államok | 10        |               |    |       |       |       |
|  | Nicaragua        | Nicaragua        | 3         |               |    |       |       |       |
|  | Nicaragua        | Nicaragua        | 3         |               |    |       |       |       |

### Elődöntők
| 1996. augusztus 1. |  | Nicaragua | 1–8 | Kuba |  |  |
| 1996. augusztus 1. |  |           |     |      |  |  |

| 1996. augusztus 1. |  | Japán | 11–2 | Egyesült Államok |  |  |
| 1996. augusztus 1. |  |       |      |                  |  |  |

### Bronzmérkőzés
| 1996. augusztus 2. |  | Egyesült Államok | 10–3 | Nicaragua |  |  |
| 1996. augusztus 2. |  |                  |      |           |  |  |

### Döntő
| 1996. augusztus 2. |  | Japán | 9–13 | Kuba |  |  |
| 1996. augusztus 2. |  |       |      |      |  |  |

| Az 1996. évi nyári olimpiai játékok baseballtornájának olimpiai bajnoka |
| · KUBA · 2. cím                                                         |
| ----------------------------------------------------------------------- |

## Végeredmény
| Arany | Kuba (CUB)             | 9 | 9 | 0 | 118 | 59 | +59 |  |  |
| Ezüst | Japán (JPN)            | 9 | 5 | 4 | 89  | 60 | +29 |  |  |
| Bronz | Egyesült Államok (USA) | 9 | 7 | 2 | 93  | 41 | +52 |  |  |
| 4.    | Nicaragua (NCA)        | 9 | 4 | 5 | 48  | 48 | 0   |  |  |
|       |                        |   |   |   |     |    |     |  |  |
| 5.    | Hollandia (NED)        | 7 | 2 | 5 | 32  | 76 | –44 |  |  |
| 6.    | Olaszország (ITA)      | 7 | 2 | 5 | 33  | 71 | –38 |  |  |
| 7.    | Ausztrália (AUS)       | 7 | 2 | 5 | 47  | 86 | –39 |  |  |
| 8.    | Dél-Korea (KOR)        | 7 | 1 | 6 | 40  | 59 | –19 |  |  |